# 포트리

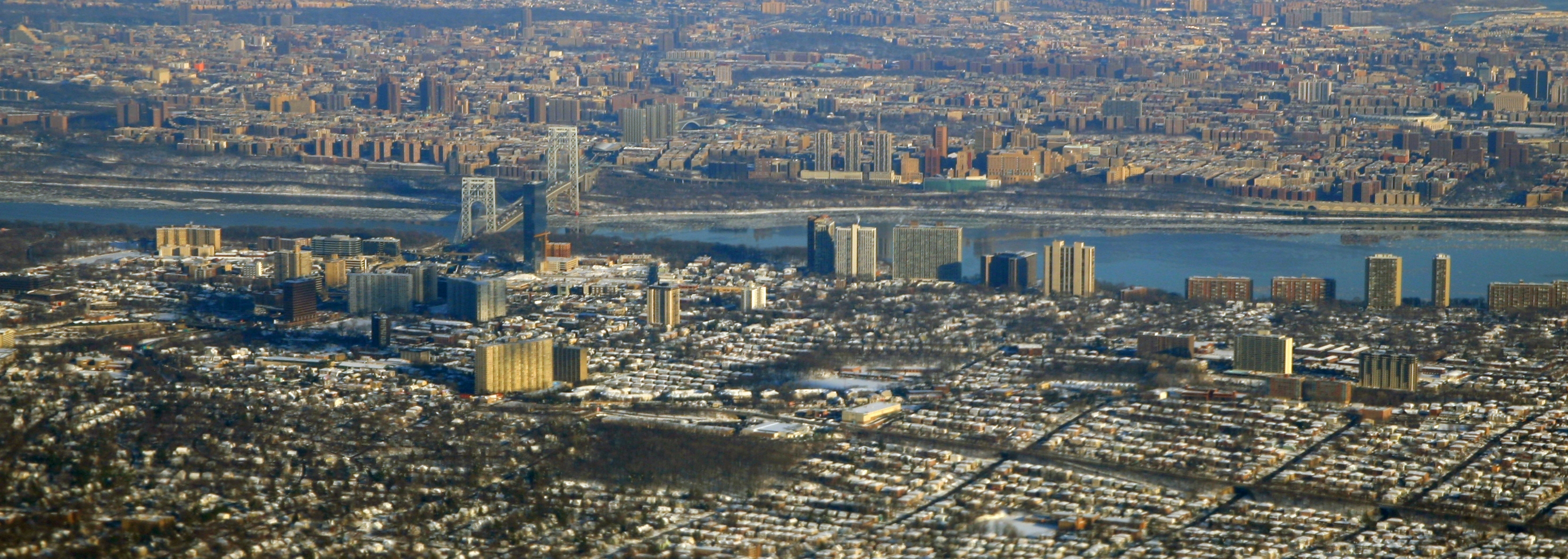
포트 리의 모습. 허드슨강 너머에 맨해튼이 보인다.

포트리(Fort Lee)는 미국 뉴저지주 버건 군의 도시이다.
허드슨강을 가로지르는 조지 워싱턴 다리를 통해 뉴욕 시 맨허튼과 직접 연결되어 있어, 뉴욕 대도시권의 일부에 포함되기도 한다.
2020년 인구조사 기준 40,191명이 거주하고 있다. 특히 한국계 미국인이 많이 사는 지역으로서 2010년 기준 전체 인구의 23.5%가 한국계로 조사되었다.

## 인구
| 인구조사                                                         | 인구   | Note              | %±     |
| ---------------------------------------------------------------- | ------ | ----------------- | ------ |
| 1880년                                                           | 1,424  |                   | —      |
| 1890년                                                           | 1,253  |                   | −12.0% |
| 1900년                                                           | 2,612  |                   | 108.5% |
| 1910년                                                           | 4,472  |                   | 71.2%  |
| 1920년                                                           | 5,761  |                   | 28.8%  |
| 1930년                                                           | 8,759  |                   | 52.0%  |
| 1940년                                                           | 9,468  |                   | 8.1%   |
| 1950년                                                           | 11,648 |                   | 23.0%  |
| 1960년                                                           | 21,815 |                   | 87.3%  |
| 1970년                                                           | 30,631 |                   | 40.4%  |
| 1980년                                                           | 32,449 |                   | 5.9%   |
| 1990년                                                           | 31,997 |                   | −1.4%  |
| 2000년                                                           | 35,461 |                   | 10.8%  |
| 2010년                                                           | 35,345 |                   | −0.3%  |
| 2019 (추산)                                                      | 38,605 | [ 1 ] [ 2 ] [ 3 ] | 9.2%   |
| Population sources: 1910–1920 1910 1910–1930 1900–2010 2000 2010 |        |                   |        |

## 같이 보기
- 조지 워싱턴 다리
- 뉴욕 시